# Књижевност и језик (часопис)
Књижевност и језик је часопис Друштва за српскохрватски језик и књижевност Србије и Друштва за српскохрватски језик и књижевност Црне Горе.

## О часопису
Часопис Књижевност и језик делује у области српског језика, књижевности, школства, науке и културе. 
У средини у којој стручни и научни подухвати нису дугог века пола века активног деловања једног часописа израз је потребе и упорности његових покретача и стручних сарадника који својом преданошћу учествују у сагледавању појединих питања у струци, њиховом разрешавању и уграђивању у школску праксу и друге видове рада на унапређењу говорне и књижевне културе, односно писмености. 

### Историјат
Часопис Књижевност и језик излази већ педесет година у области српског језика, књижевности, школства, науке и културе. Пола века активног деловања часописа израз је упорности и посвећености његових покретача и сарадника који са преданошћу учествују у сагледавању појединих питања у струци, њиховом разрешавању и уграђивању у школску праксу и друге видове рада на унапређењу говорне и књижевне културе, односно писмености.
У јуну 1948. године основано је Славистичко друштво, у коме су се окупљали слависти свих усмерења, а у коме су преовлађивали наставници српскохрватског и руског језика и књижевности. 1954. године због различитости интересовања, великог броја чланства и ширине области Славистичко друштво се раздвојило на два друштва: једно које окупља чланове из области српског језика и књижевност и друго за руски језик и књижевност и остале словенске језике. Том приликом обновњено је Друштво за српски језик и књижевност, које је основано 1910. године и које је деловало до Другог светског рата. На скупштини на којој је Друштво обновљено донета је одлука да се покрене нов часопис Друштва.
Часописи које су покренули и издавали чланови Друштва у претходне три деценије, око којих су се окупљали и у којима су сарађивали, обновљени су и излазе и даље, али Прилоге за кљижевност, језик, историју и фолклор издаје Катедра за југословенску кљижевност Филозофског факултета у Београду, а Наш језик издаје Институт за српски језик САНУ, због чега су добили нешто специфичнији карактер и улогу. Нови часопис Друштва требало је да својим садржајем повезује претходне часописе, који претежно објављују резултате научних истраживања српске кљижевности и српског језика. Уз научну страну и објављивање прилога из језика и кљижевности, часопис је требало да посвети посебну пажњу практичним питањима српског језика и књижевности, нарочито у школској пракси. Новоосновани часопис Друштва је и својим именом изражавао стремљење и програмски карактер – Језик и књижевност у школи. Требало је да подстакне чланове Друштва на стручни и научни рад, да се обавесте о резултатима изучавања језика и књижевности, да им буде стручни ослонац у неговању говорно-језичке и књижевне културе у школи. Први број часописа Кљижевност и језик у школи појавио се априла 1954. године.

### Периодичност излажења
Часопис излази тромесечно.

## Уредници
- главни и одговорни уредник Божо Ћорић